# Quesques
Quesques (niederländisch Kesseke)  ist eine französische Gemeinde mit 722 Einwohnern (Stand 1. Januar 2022) im Département Pas-de-Calais in der Region Hauts-de-France. Sie gehört zum Arrondissement Boulogne-sur-Mer und zum Kanton Desvres.

## Geografie
Die Gemeinde liegt auf halbem Weg zwischen den Städten Boulogne-sur-Mer und Saint-Omer, etwa 25 Kilometer östlich der Opalküste des Ärmelkanals. Das Gemeindegebiet ist durch viele Hügel gegliedert und liegt im Regionalen Naturpark Caps et Marais d’Opale. Zu Quesques gehören die Ortsteile La Creuze, Le Verval und Velinghem. Unweit des Dorfkerns von Quesques liegt die Quelle des Küstenflusses Liane. Nachbargemeinden von Quesques sind Escœuilles im Norden, Alquines im Nordosten, Coulomby im Osten, Seninghem im Südosten, Lottinghen im Süden, Selles im Westen und Brunembert im Nordwesten.

## Bevölkerungsentwicklung
| Jahr      | 1962 | 1968 | 1975 | 1982 | 1990 | 1999 | 2006 |
| Einwohner | 585  | 569  | 542  | 481  | 542  | 559  | 568  |

## Sehenswürdigkeiten
- Kirche Saint-Ursmar
- Kapelle Sainte-Thérèse im Ortsteil Le Verval
- zwei Oratorien und mehrere Wegkreuze

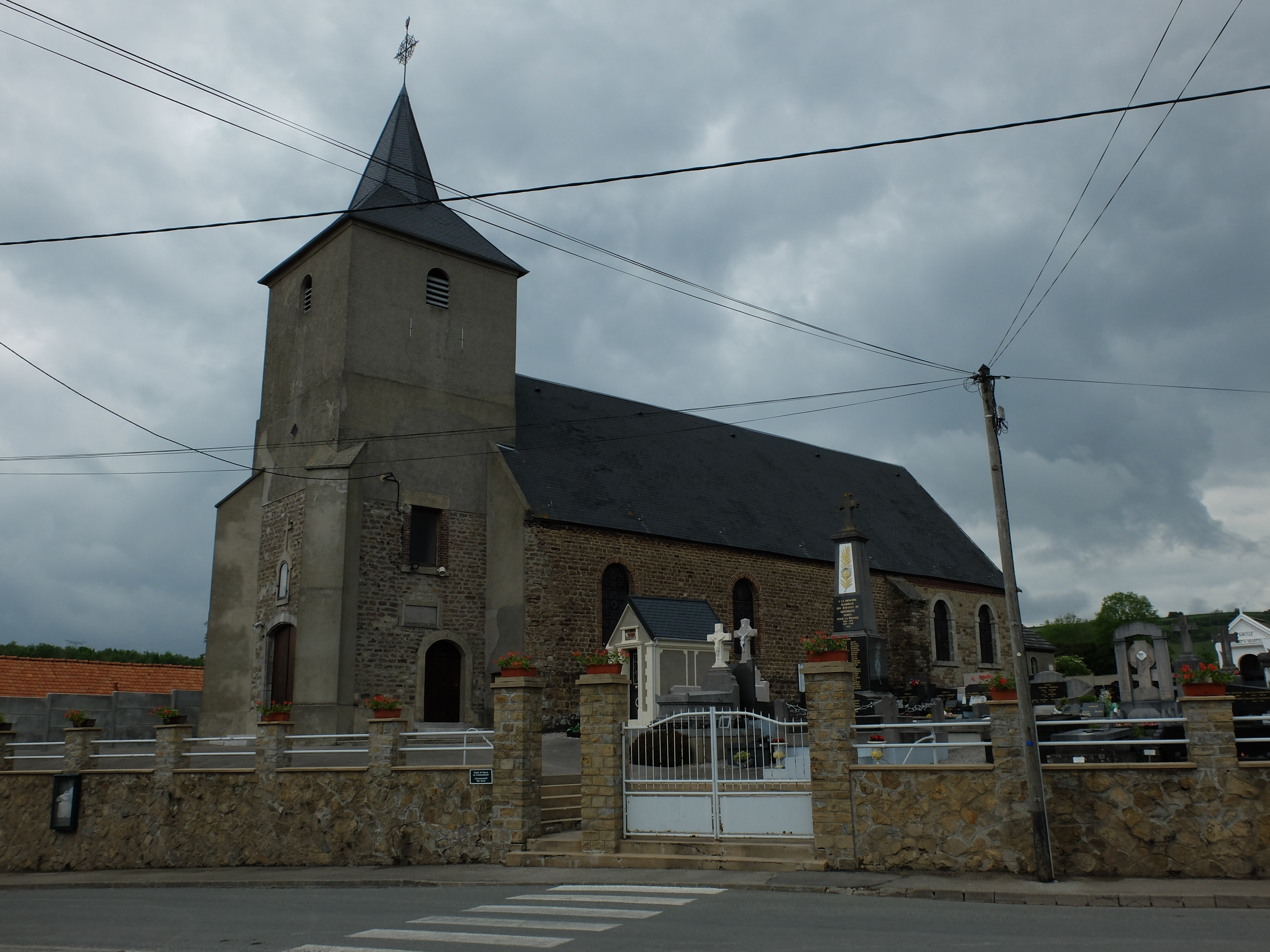
Kirche Saint-Ursmar